# ノー・ソープ・ラジオ
No soap radio（ノー・ソープ・ラジオ）は、1950年代にニューヨークで流行した言い回しで、仲間内で特定の人物を仲間外れにしてからかう一種の悪戯である。いかにもオチがありそうな話を語った後、最後に「No soap, radio!」と言い放つのが定型で、聞き手を装った仕掛け人がそれを聞いて大笑いするが、仕掛けられた側は意味が分からず戸惑う。このとき、仕掛けられた側が群集心理や同調圧力によって理解したふりをして笑ってしまうこともあり、それ自体がさらにからかいの対象となる。

## いたずらの実行方法
このいたずらは通常、話し手と2人の聞き手を必要とし、聞き手の1人はあらかじめジョークを知っていて、話し手に内緒で協力する共犯者である。話し手は例えば「ゾウとカバが風呂に入っていた。ゾウがカバに『石けんを取ってくれ』と言った。するとカバは『No soap, radio』と答えた」といった具合に話す。共犯者はこのオチで笑うが、もう1人の聞き手は困惑する。場合によっては、2人目の聞き手も馬鹿にされないように理解したふりをして他の者と一緒に笑うことがある。

## 起源
「no soap」という語句は、イギリスの劇作家で俳優のサミュエル・フートが、セリフを覚えることが自慢の同僚の俳優を試すために1775年に作ったあえて無意味な文でできた詩の中で登場する。『そこで彼女はアップルパイを作るためにキャベツの葉を切りに庭に行った。その時、大きなメスのクマが通りをやってきて、店に頭を突っ込んだ。『なんだ！石けんはないのか？』そうして彼は死に、彼女は軽率にも床屋と結婚した  (So she went into the garden to cut a cabbage-leaf to make an apple-pie; and at the same time a great she-bear, coming up the street, pops its head into the shop. 'What! No soap?' So he died, and she very imprudently married the barber.)」
一方、これとは無関係に、19世紀半ばのアメリカで、「soap」がお金を意味する隠語として使われるようになった。これが派生して「no soap」が「お金がない」または「金は貸さない」という意味で使われるようになり、さらに現代では「見込みはない」や「絶対に無理」といった意味となっている。1860年ごろにこの意味で「no soap」という言葉が使われた記録が残っている。
スラング辞書編集者のエリック・パートリッジとコラムニストのウィリアム・サファイアは、1985年の短論文の中で、No soap radioの語句が作られたのは、流行の少し前の1930年代または1940年代と考察している。

## 大衆文化
このジョークは広く知られるようになり、さまざまな形で大衆文化に取り入れられた。
1970年、ニューヨーク市で「No Soap Radio」というラジオCM制作会社が設立され、後に No Soap Productions に改名された。
1982年春には、米ABCでスティーヴ・グッテンバーグ主演のコメディ番組No Soap, Radioが作られた。ただしこの番組は裏番組との競合などで視聴率が上がらず、1カ月ほどの短期で終了した。
1992年に放映されたアニメ『ザ・シンプソンズ』のエピソード「ホーマーの背教」の浴室のシーンで壁かけラジオが登場し、そのラジオのブランド名が「No Soap— Radio!」となっている。